# Sparkasse Zürcher Oberland
Die Sparkasse Zürcher Oberland mit Sitz in Wetzikon war eine im Zürcher Oberland verankerte Schweizer Regionalbank. 
Sie ging 1993 aus der Fusion der beiden 1828 und 1833 gegründeten Bezirkssparkassen Hinwil und Pfäffikon hervor und war in Form einer Genossenschaft organisiert. Die Bank verfügte im Zürcher Oberland über 11 Geschäftsstellen. Ihr Tätigkeitsgebiet lag traditionell im Retail Banking, im Hypothekargeschäft, im Private Banking und im Bankgeschäft mit kleinen und mittleren Unternehmen. 
Die Sparkasse Zürcher Oberland war als selbständige Regionalbank der RBA-Holding angeschlossen. Innerhalb der RBA-Gruppe gehörte sie zur Teilgruppierung der Clientis Banken. 
Im April 2009 schloss sich die Sparkasse Zürcher Oberland mit der Sparkasse Küsnacht zur Clientis Zürcher Regionalbank zusammen. In ihrem letzten Geschäftsjahr als eigenständige Bank beschäftigte die Sparkasse Zürcher Oberland 132 Mitarbeiter und hatte per Ende 2008 eine Bilanzsumme von 2,128 Milliarden Schweizer Franken. 